# Ordre de bataille unioniste de Gettysburg
L'ordre de bataille unioniste de la bataille de Gettysburg comprend les officiers de la guerre  de Sécession et les hommes de l'armée du Potomac (plusieurs noms de commandant indiquent une succession du commandement pendant les trois jours de combat (1er juillet–3, 1863)). L'ordre de bataille est établi à partir de l'organisation de l'armée lors de la bataille, les décomptes des pertes et les rapports.
L'ordre de bataille confédéré peut être consulté ici, et un ordre de bataille global à niveau des corps là.

## Abréviations utilisées

### Grade militaire
- Major général
- Brigadier général
- Colonel
- Lieutenant colonel
- Commandant
- Capitaine
- Premier lieutenant
- Sgt = Sergent

### Autre
- (b) = blessé
- mb = mortellement blessé
- † = tué
- (PDG) = capturé
- m = disparu

## Armée du Potomac
Major général George G. Meade, commandant

### État-major général et quartier général
État-Major général :
- Chef d'état-major :  Major général Daniel Butterfield  (b)
- Adjoint de l'adjudant-général:  Brigadier général Seth Williams
- Adjoint de l'inspecteur général :  Colonel Edmund Schriver
- Chef quartier-maître :  Brigadier général Rufus Ingalls
- Commissaire et subsistance :  Colonel Henry F. Clarke
- Chef de l'artillerie :  Brigadier général Henry J. Hunt  (b)
- Officier en chef l'ordonnance :  Commandant Daniel W. Flagler
- Officier en chef des signaux :  Commandant Lemuel B. Norton
- Directeur médical :  Commandant Jonathan Letterman
- Chef des ingénieurs :  Brigadier général Gouverneur K. Warren  (b)
- Bureau de l'information militaire :  Colonel George H. Sharpe

Quartier général :
Commandement du prévôt marshal général :  Brigadier général Marsena R. Patrick
- 93rd New York :  Colonel John S. Crocker
- 8th United States (8 compagnies) :  Commandant Edwin W. H. Read
- 2nd Pennsylvania Cavalry :  Colonel Richard Butler Price
- 6th Pennsylvania Cavalry (compagnies E & I) :  Commandant James Starr
- Cavalerie régulière

Gardes et officier d'ordonnance :
- Oneida (New York) Cavalry :  Commandant Daniel P. Mann

Brigade d'ingénieur :  Brigadier général Henry W. Benham
- 15th New York (3 compagnies) :  Commandant Walter L. Cassin
- 50e New York :  Colonel William H. Pettes
- U.S. Battalion :  Commandant George H. Mendell

### Iercorps
Major général John F. Reynolds (†) 
 Major général Abner Doubleday
 Major général John Newton
Quartier général : 
- 1st Maine Cavalry, compagnie L :  Commandant Constantine Taylor

| Division | Brigade | Régiments et autres |  |
| --- | --- | --- |  |
| Première division Brigadier général James S. Wadsworth                                                            | Première brigade Brigadier général Solomon Meredith (b) Colonel William W. Robinson | - 19th Indiana : Colonel Samuel J. Williams (b), Lieutenant colonel William W. Dudley (b), Commandant John M. Lindley (b) - 24th Michigan : Colonel Henry A. Morrow (b) & (PDG), Lieutenant colonel Mark Flanigan (b), Commandant Edwin B. Wight (b), Commandant Albert M. Edwards - 2nd Wisconsin : Colonel Lucius Fairchild (b) & (PDG), Lieutenant colonel George H. Stevens (mb), Commandant John Mansfield (b), Commandant George H. Otis - 6th Wisconsin : Lieutenant colonel Rufus Dawes, Commandant John F. Hauser - 7th Wisconsin : Colonel William W. Robinson, Lieutenant colonel John B. Callis (b) & (PDG), Commandant Mark Finnicum (b) |  |
| Première division Brigadier général James S. Wadsworth                                                            | Deuxième brigade Brigadier général Lysander Cutler | - 7th Indiana : Colonel Ira G. Grover(p54) - 76th New York : Commandant Andrew J. Grover (†,1er juillet), Commandant John E. Cook (b) - 84th New York (14th Militia) : Colonel Edward B. Fowler (b) Lieutenant colonel R. B. Jordan (b) - 95th New York : Colonel George H. Biddle ( (b),1er juillet), Commandant Edward Pye - 147th New York : Lieutenant colonel Francis C. Miller (b), Commandant George Harney - 56th Pennsylvania (9 compagnies) : Colonel John William Hofmann |  |
| Deuxième division Brigadier général John C. Robinson                                                              | Première brigade Brigadier général Gabriel R. Paul (b) Colonel Samuel H. Leonard (b) Colonel Adrian R. Root (b) & (PDG) Colonel Richard Coulter (b) Colonel Peter Lyle Colonel Richard Coulter | - 16th Maine : Colonel Charles W. Tilden (PDG), Commandant Daniel Marston - 13th Massachusetts : Colonel Samuel H. Leonard, Lieutenant colonel Nathaniel W. Batchelder - 94th New York : Colonel Adrian R. Root ( (b) & (PDG),1er juillet), Commandant Samuel A. Moffett - 104th New York : Colonel Gilbert G. Prey, Lieutenant colonel Henry Tuthill (b) - 107th Pennsylvania : Lieutenant colonel James McThomson ( (b),1er juillet), Commandant Emanuel D. Roath |  |
| Deuxième division Brigadier général John C. Robinson                                                              | Deuxième brigade Brigadier général Henry Baxter | - 12th Massachusetts : Colonel James L. Bates (b), Lieutenant colonel David Allen, Jr. - 83rd New York (9th Militia) : Lieutenant colonel Joseph A. Moesch - 97th New York : Colonel Charles Wheelock ( (b) & (PDG),1er juillet), Lieutenant colonel John P. Spofford (PDG) Commandant Charles B. Northrup - 11th Pennsylvania : Colonel Richard Coulter, Commandant Benjamin F. Haines (b), Commandant John B. Overmyer - 88th Pennsylvania : Commandant Benezet F. Foust ( (b),1er juillet), Commandant Edmund A. Mass (PDG), Commandant Henry Whiteside - 90th Pennsylvania : Colonel Peter Lyle, Commandant Alfred J. Sellers                     |  |
| Troisième division Major général Abner Doubleday Brigadier général Thomas A. Rowley Major général Abner Doubleday | Premier brigade Colonel Chapman Biddle Brigadier général Thomas A. Rowley (b) Colonel Chapman Biddle (b)                                                                                       | - 80th New York (20th Militia) : Colonel Theodore B. Gates, Commandant Walter A. Van Rensselaer (b) - 121st Pennsylvania : Colonel Chapman Biddle, Commandant Alexander Biddle - 142nd Pennsylvania : Colonel Robert P. Cummins (mb), Lieutenant colonel Alfred B. McCalmont, Commandant Horatio N. Warren - 151st Pennsylvania : Lieutenant colonel George F. McFarland (b), Commandant Walter L. Owens, Colonel Harrison Allen |  |
| Troisième division Major général Abner Doubleday Brigadier général Thomas A. Rowley Major général Abner Doubleday | Deuxième brigade Colonel Roy Stone (b) Colonel Langhorne Wister (b) Colonel Edmund L. Dana | - 143rd Pennsylvania : Colonel Edmund L. Dana, Lieutenant colonel John D. Musser (b) - 149th Pennsylvania : Lieutenant colonel Walton Dwight (b), Commandant James Glenn - 150th Pennsylvania : Colonel Langhorne Wister, Lieutenant colonel Henry S. Huidekoper (b), Commandant Thomas Chamberlin (b), Commandant Cornelius C. Widdis (PDG), Commandant George W. Jones |  |
| Troisième division Major général Abner Doubleday Brigadier général Thomas A. Rowley Major général Abner Doubleday | Troisième brigade Brigadier général George J. Stannard (b) Colonel Francis V. Randall | - 13th Vermont : Colonel Francis V. Randall, Lieutenant colonel William D. Munson (b), Commandant Joseph J. Boynton - 14th Vermont : Colonel William T. Nichols, Lieutenant colonel Charles W. Rose - 16th Vermont : Colonel Wheelock G. Veazey, Commandant William Rounds |  |
| | Brigade d'artillerie Colonel Charles S. Wainwright | - Maine Light, 2nd Battery (B) : Commandant James A. Hall - Maine Light, 5th Battery (E) : Commandant Greenleaf T. Stevens (b), Commandant Edward N. Whittier - 1st New York Light, Battery E & Battery L : Commandant Gilbert H. Reynolds ( (b),1er juillet), Commandant George Breck - 1st Pennsylvania Light, Battery B : Commandant James H. Cooper - 4th United States, Battery B : Commandant James Stewart (b), Commandant James Davison (b) |  |

### II corps
Major général Winfield S. Hancock  (b)
 Brigadier général John Gibbon
 Brigadier général William Hays
Quartier général :
- 6 New York Cavalry, compagnies D et K :  Commandant Riley Johnson (escorte)
- 53rd Pennsylvania Infantry, compagnies A, B et K :  Commandant Octavus Bull (prévôt marshal deuxième corps)

| Division                                                                             | Brigade | Régiments et autres |
| ------------------------------------------------------------------------------------ | --- | --- |
| Première division Brigadier général John C. Caldwell                                 | Première brigade Colonel Edward E. Cross (mb) Colonel H. Boyd McKeen | - 5th New Hampshire : Lieutenant colonel Charles E. Hapgood, Commandant Richard E. Cross - 61st New York : Lieutenant colonel K. Oscar Broady - 81st Pennsylvania : Colonel Henry Boyd McKeen, Lieutenant colonel Amos Stroh - 148th Pennsylvania : Colonel H. Boyd McKeen, Lieutenant colonel Robert McFarlane, Commandant Robert H. Foster |
| Première division Brigadier général John C. Caldwell                                 | Deuxième brigade Colonel Patrick Kelly | - 28th Massachusetts : Colonel Richard Byrnes - 63rd New York Infantry (2 compagnies) : Lieutenant colonel Richard C. Bentley (b), Commandant Thomas Touhy - 69th New York (2 compagnies) : Commandant Richard Moroney (b), Commandant James J. Smith - 88th New York Infantry (2 compagnies) : Commandant Denis F. Burke - 116th Pennsylvania (4 compagnies) : Commandant St. Clair A. Mulholland |
| Première division Brigadier général John C. Caldwell                                 | Troisième brigade Brigadier général Samuel K. Zook (mb 2 juillet) Lieutenant colonel Charles G. Freudenberg ( (b) 2 juillet) Colonel Richard P. Roberts (†) Lieutenant colonel John Fraser | - 52nd New York : Lieutenant colonel Charles G. Freudenberg ( (b) 2 juillet), Commandant Edward Venuti (†), Commandant William Scherrer - 57th New York : Lieutenant colonel Alford B. Chapman - 66th New York : Colonel Orlando H. Morris (b), Lieutenant colonel John S. Hammell (b), Commandant Peter A. Nelson - 140th Pennsylvania : Colonel Richard P. Roberts, Lieutenant colonel John Fraser, Commandant Thomas Rodgers |
| Première division Brigadier général John C. Caldwell                                 | Quatrième brigade Colonel John R. Brooke (b) | - 27th Connecticut (2 compagnies): Lieutenant colonel Henry C. Merwin (†), Commandant James H. Coburn - 2nd Delaware : Colonel William P. Bailey ( (b) 2 juillet), Lieutenant colonel David L. Stricker ( (b) 2 juillet), Commandant Charles H. Christman - 64th New York : Colonel Daniel G. Bingham (b), Commandant Leman W. Bradley (b) - 53rd Pennsylvania : Lieutenant colonel Richards McMichael - 145th Pennsylvania (7 compagnies): Colonel Hiram Loomis Brown ( (b) 2 juillet), Commandant John W. Reynolds ( (b) 2 juillet), Commandant Moses W. Oliver |
| Deuxième division Brigadier général John Gibbon (b) Brigadier général William Harrow | Première brigade Brigadier général William Harrow Colonel Francis E. Heath (b) | - 19th Maine : Colonel Francis E. Heath, Lieutenant colonel Henry W. Cunningham - 15th Massachusetts : Colonel George H. Ward (mb), Lieutenant colonel George C. Joslin, Commandant Isaac H. Hooper - 1st Minnesota : Colonel William Colvill, Jr. (b), Commandant Nathan S. Messick (†), Commandant Henry C. Coates - 82nd New York (2nd Militia) : Lieutenant colonel James Huston (mb), Commandant Thomas W. Baird (b), Commandant John Darrow |
| Deuxième division Brigadier général John Gibbon (b) Brigadier général William Harrow | Deuxième brigade Brigadier général Alexander S. Webb (b) | - 69th Pennsylvania : Colonel Dennis O'Kane (mb), Lieutenant colonel Martin Tschudy (†), Commandant James M. Duffy (b), Commandant William Davis - 71st Pennsylvania : Colonel Richard P. Smith, Lieutenant colonel Charles Kochersperger - 72nd Pennsylvania : Colonel De Witt C. Baxter (b), Lieutenant colonel Theodore Hesser, Commandant Samuel Roberts - 106th Pennsylvania : Lieutenant colonel William L. Curry, Commandant John H. Stover |
| Deuxième division Brigadier général John Gibbon (b) Brigadier général William Harrow | Troisième brigade Colonel Norman J. Hall | - 19th Massachusetts : Colonel Arthur F. Devereux, Lieutenant colonel Ansel D. Wass (b), Commandant Edmund Rice (b) - 20th Massachusetts : Colonel Paul J. Revere (mb), Lieutenant colonel George N. Macy (b), Commandant Henry L. Abbott - 7th Michigan : Lieutenant colonel Amos E. Steele (†), Commandant Sylvanus W. Curtiss - 42nd New York : Colonel James E. Mallon - 59th New York (4 compagnies): Lieutenant colonel Max A. Thoman (mb), Commandant William McFadden                                                                                     |
| Deuxième division Brigadier général John Gibbon (b) Brigadier général William Harrow | Non affectée | - Massachusetts Sharpshooters, 1st Company : Commandant William Plumer, Commandant Emerson L. Bicknell |
| Troisième division Brigadier général Alexander Hays                                  | Première brigade Colonel Samuel S. Carroll | - 14th Indiana : Colonel John Coons, Lieutenant colonel Elijah H. C. Cavins, Commandant William Houghton - 4th Ohio : Lieutenant colonel Leonard W. Carpenter, Commandant Gordon A. Stewart - 8th Ohio : Lieutenant colonel Franklin Sawyer (b) - 7th West Virginia : Lieutenant colonel Jonathan H. Lockwood (b) |
| Troisième division Brigadier général Alexander Hays                                  | Deuxième brigade Colonel Thomas A. Smyth (b) Lieutenant colonel Francis E. Pierce | - 14th Connecticut : Commandant Theodore G. Ellis - 1st Delaware : Lieutenant colonel Edward P. Harris, Commandant Thomas B. Hizar (b), Commandant William Smith (†), Commandant John T. Dent - 12th New Jersey : Commandant John T. Hill - 10th New York (bataillon) : Commandant George F. Hopper - 108th New York : Lieutenant colonel Francis E. Pierce |
| Troisième division Brigadier général Alexander Hays                                  | Troisième brigade Colonel George L. Willard (†) Colonel Eliakim Sherrill Lieutenant colonel James M. Bull Colonel Clinton D. MacDougall (b) Colonel Eliakim Sherrill (mb, July 3)          | - 39th New York (4 compagnies): Commandant Hugo Hildebrandt (b) - 111th New York: Colonel Clinton D. MacDougall, Lieutenant colonel Isaac M. Lusk (b), Commandant Aaron P. Seeley - 125th New York: Lieutenant colonel Levin Crandell - 126th New York: Colonel Eliakim Sherrill, Lieutenant colonel James M. Bull |
|                                                                                      | Brigade d'artillerie Commandant John G. Hazard | - 1st New York Light, Battery B : Commandant James M. Rorty (†), Commandant Albert S. Sheldon (b), Commandant Robert E. Rogers - 1st Rhode Island Light, Battery A : Commandant William A. Arnold - 1st Rhode Island Light, Battery B : Commandant Thomas F. Brown (b), Commandant William S. Perrin - 1st United States, Battery I : Commandant George A. Woodruff (mb), Commandant Tully McCrea - 4th United States, Battery A : Commandant Alonzo H. Cushing (†), Commandant Samuel Canby (b), Commandant Joseph S. Milne (†), Sgt Frederick Füger             |

### IIIe corps
Major général Daniel E. Sickles  (b)
 Major général David B. Birney  (b)
| Division                                                                                | Brigade | Régiments et autres |  |
| --------------------------------------------------------------------------------------- | --- | --- |  |
| Première division Major général David B. Birney Brigadier général J. H. Hobart Ward (b) | Première brigade Brigadier général Charles K. Graham (b) & (PDG) Colonel Andrew H. Tippin Colonel Henry J. Madill | - 57th Pennsylvania (8 compagnies) : Colonel Peter Sides ( (b), 2 juillet), Commandant William B. Neeper (b) & (PDG), Commandant Alanson H. Nelson (b) - 63rd Pennsylvania : Commandant John A. Danks - 68th Pennsylvania : Colonel Andrew H. Tippin, Lieutenant colonel Anthony H. Reynolds (b), Commandant Robert E. Winslow (b), Commandant Milton S. Davis - 105th Pennsylvania : Colonel Calvin A. Craig - 114th Pennsylvania : Lieutenant colonel Frederick F. Cavada (PDG), Commandant Edward R. Bowen - 141st Pennsylvania : Colonel Henry J. Madill, Commandant Israel P. Spaulding (mb) & (PDG) |  |
| Première division Major général David B. Birney Brigadier général J. H. Hobart Ward (b) | Deuxième brigade Brigadier général J. H. Hobart Ward Colonel Hiram Berdan                                         | - 20th Indiana : Colonel John Wheeler (†), Lieutenant colonel William C. L. Taylor (b) - 3rd Maine : Colonel Moses B. Lakeman, Commandant Samuel P. Lee (b) - 4th Maine : Colonel Elijah Walker (b), Commandant Ebenezer Whitcomb (mb), Commandant Edwin Libby - 86th New York : Lieutenant colonel Benjamin L. Higgins ( (b), 2 juillet), Commandant Jacob A. Lansing - 124th New York : Colonel Augustus van H. Ellis (†), Lieutenant colonel Francis M. Cummins (b), Commandant James Cromwell (†) - 99th Pennsylvania : Commandant John W. Moore (b), Commandant Peter Fritz, Jr. - 1st United States Sharpshooters : Colonel Hiram Berdan, Lieutenant colonel Casper Trepp - 2nd United States Sharpshooters (8 compagnies) : Commandant Homer R. Stoughton |  |
| Première division Major général David B. Birney Brigadier général J. H. Hobart Ward (b) | Troisième brigade Colonel P. Régis de Trobriand                                                                   | - 17th Maine : Lieutenant colonel Charles B. Merrill, Commandant George W. West - 3rd Michigan : Colonel Byron R. Pierce (b), Lieutenant colonel Edwin S. Pierce, Commandant Moses B. Houghton - 5th Michigan : Lieutenant colonel John Pulford (b), Commandant Salmon S. Matthews (b) - 40th New York : Colonel Thomas W. Egan (b), Lieutenant colonel Augustus J. Warner (b) - 110th Pennsylvania (6 compagnies) : Lieutenant colonel David M. Jones (b) (2 juillet), Commandant Isaac Rogers |  |
| Deuxième division Brigadier général Andrew A. Humphreys                                 | Première brigade Brigadier général Joseph B. Carr (b)                                                             | - 1st Massachusetts : Lieutenant colonel Clark B. Baldwin (b), Commandant Gardner Walker (b) - 11th Massachusetts : Lieutenant colonel Porter D. Tripp, Commandant Andrew N. McDonald (b) - 16th Massachusetts : Lieutenant colonel Waldo Merriam ( (b), 2 juillet), Commandant Matthew Donovan - 12th New Hampshire : Commandant John F. Langley (b), Commandant Thomas E. Barker - 11th New Jersey : Colonel Robert McAllister (b), Commandant Philip J. Kearny (mb), Commandant Luther Martin (†), Commandant John Schoonover (b), Commandant William H. Lloyd (b), Commandant Samuel T. Sleeper, Commandant John Schoonover - 26th Pennsylvania : Commandant Robert L. Bodine (b)                                                                            |  |
| Deuxième division Brigadier général Andrew A. Humphreys                                 | Deuxième brigade Colonel William R. Brewster                                                                      | - 70th New York : Colonel John E. Farnum - 71st New York : Colonel Henry L. Potter (b) - 72nd New York : Colonel John S. Austin (b), Lieutenant colonel John Leonard, Commandant Caspar K. Abell - 73rd New York : Commandant Michael W. Burns - 74th New York : Lieutenant colonel Thomas Holt - 120th New York : Lieutenant colonel Cornelius D. Westbrook ( (b), 2 juillet), Commandant John R. Tappen |  |
| Deuxième division Brigadier général Andrew A. Humphreys                                 | Troisième brigade Colonel George C. Burling                                                                       | - 2nd New Hampshire : Colonel Edward L. Bailey (b), Lieutenant colonel James W. Carr (b) - 5th New Jersey : Colonel William J. Sewell (b), Commandant Thomas C. Godfrey, Commandant Henry H. Woolsey (b) - 6th New Jersey : Lieutenant colonel Stephen R. Gilkyson - 7th New Jersey : Colonel Louis R. Francine (mb), Lieutenant colonel Francis Price (b), Commandant Frederick Cooper - 8th New Jersey : Colonel John Ramsey ( (b), 2 juillet), Commandant John Langton - 115th Pennsylvania : Commandant John P. Dunne |  |
|                                                                                         | Brigade d'artillerie Commandant George E. Randolph (b) Commandant A. Judson Clark                                 | - 1st New Jersey Light, Battery B : Commandant A. Judson Clark, Commandant Robert Sims - 1st New York Light, Battery D : Commandant George B. Winslow - New York Light, 4th Battery : Commandant James E. Smith - 1st Rhode Island Light, Battery E : Commandant John K. Bucklyn (b), Commandant Benjamin Freeborn (b) - 4th United States, Battery K : Commandant Francis W. Seeley ( (b), 2 juillet), Commandant Robert James |  |

### Ve corps
Major général George Sykes
Quartier général :
- 12th New York Infantth (compagnies D et E) :  Commandant Henry W. Ryder
- 17th Pennsylvania Cavalry, compagnies D et H :  Commandant William Thompson

| Division                                                | Brigade                                                                        | Régiments et autres |
| ------------------------------------------------------- | ------------------------------------------------------------------------------ | --- |
| Première division Brigadier général James Barnes (b)    | Première brigade Colonel William S. Tilton                                     | - 18th Massachusetts : Colonel Joseph Hayes (b) - 22nd Massachusetts : Lieutenant colonel Thomas Sherwin, Jr. - 1st Michigan : Colonel Ira C. Abbott (b), Lieutenant colonel William A. Throop (b) - 118th Pennsylvania : Lieutenant colonel James Gwyn, Commandant Charles P. Herring |
| Première division Brigadier général James Barnes (b)    | Deuxième brigade Colonel Jacob B. Sweitzer                                     | - 9th Massachusetts : Colonel Patrick R. Guiney - 32nd Massachusetts : Colonel George L. Prescott (b), Lieutenant colonel Luther Stephenson, Jr. (b), Commandant James A. Cunningham - 4th Michigan : Colonel Harrison H. Jeffords (mb), Lieutenant colonel George W. Lumbard - 62nd Pennsylvania : Lieutenant colonel James C. Hull |
| Première division Brigadier général James Barnes (b)    | Troisième brigade Colonel Strong Vincent (mb) Colonel James C. Rice            | - 20th Maine : Colonel Joshua L. Chamberlain (b) - 16th Michigan : Lieutenant colonel Norval E. Welch - 44th New York : Colonel James C. Rice, Lieutenant colonel Freeman Conner, Commandant Edward B. Knox - 83rd Pennsylvania : Commandant Orpheus S. Woodward |
| Deuxième division Brigadier général Romeyn B. Ayres     | Première brigade Colonel Hannibal Day                                          | - 3rd United States (compagnies B, C, E, G, I etK) : Commandant Henry W. Freedley (b), Commandant Richard G. Lay - 4th United States (compagnies C, F, H et K) : Commandant Julius W. Adams, Jr. - 6th United States (compagnies D, F, G, H et I) : Commandant Levi C. Bootes (b) - 12th United States (compagnies A, B, C, D et G, premier bataillon et compagnies A, C etD, deuxième bataillon) : Commandant Thomas S. Dunn - 14th United States (compagnies A, B, D, E, F et G, premier bataillon et compagnies F et G, deuxième bataillon) : Commandant Grotius R. Giddings |
| Deuxième division Brigadier général Romeyn B. Ayres     | Deuxième brigade Colonel Sidney Burbank                                        | - 2nd United States (compagnies B, C, F, H, I et K): Commandant Arthur T. Lee (b), Commandant Samuel A. McKee - 7th United States (compagnies A, B, E et I) : Commandant David P. Hancock - 10th United States (compagnies D, G et H) : Commandant William Clinton - 11th United States (compagnies B, C, D, E, F et G) : Commandant DeLancey Floyd-Jones - 17th United States (compagnies A, C, D, G et H, premier bataillon et compagnies A et B, deuxième bataillon) : Lieutenant colonel James D. Greene                                                                    |
| Deuxième division Brigadier général Romeyn B. Ayres     | Troisième brigade Brigadier général Stephen H. Weed (†) Colonel Kenner Garrard | - 140th New York : Colonel Patrick O'Rorke (†), Lieutenant colonel Louis Ernst, Commandant Isaiah Force - 146th New York : Colonel Kenner Garrard, Lieutenant colonel David T. Jenkins - 91st Pennsylvania : Lieutenant colonel Joseph H. Sinex - 155th Pennsylvania : Lieutenant colonel John H. Cain |
| Troisième division Brigadier général Samuel W. Crawford | Première brigade Colonel William McCandless                                    | - 1st Pennsylvania Reserves (9 compagnies) : Colonel William C. Talley (b) - 2nd Pennsylvania Reserves : Lieutenant colonel George A. Woodward - 6th Pennsylvania Reserves : Lieutenant colonel Wellington H. Ent - 13th Pennsylvania Reserves : Colonel Charles F. Taylor (†), Lieutenant colonel Alanson E. Niles (b) Commandant William R. Hartshorne |
| Troisième division Brigadier général Samuel W. Crawford | Troisième brigade Colonel Joseph W. Fisher                                     | - 5th Pennsylvania Reserves : Lieutenant colonel George Dare, Commandant James H. Larrimer - 9th Pennsylvania Reserves : Lieutenant colonel James M. Snodgrass - 10th Pennsylvania Reserves : Colonel Adoniram J. Warner (b), Lieutenant colonel James B. Knox - 11th Pennsylvania Reserves : Colonel Samuel M. Jackson, Lieutenant colonel Daniel Porter (b) - 12th Pennsylvania Reserves (9 compagnies): Colonel Martin Davis Hardin |
|                                                         | Brigade d'artillerie Commandant Augustus P. Martin                             | - Massachusetts Light, 3rd Battery : Commandant Aaron F. Walcott - 1st New York Light, Battery C : Commandant Almont Barnes - 1st Ohio Light, Battery L : Commandant Frank C. Gibbs - 5th United States, Battery D : Commandant Charles E. Hazlett (†), Commandant Benjamin F. Rittenhouse - 5th United States, Battery I : Commandant Malbone F. Watson (b), Commandant Charles C. MacConnell |

### VIe corps
Major général John Sedgwick
Quartier général :
- 1st New Jersey Cavalry, compagnie L et 1st Pennsylvania Cavalry, compagnie H:  Commandant William S. Craft

| Division                                                                     | Brigade                                                                   | Régiments et autres |
| ---------------------------------------------------------------------------- | ------------------------------------------------------------------------- | --- |
| Première division Brigadier général Horatio G. Wright                        | Première brigade Brigadier général Alfred T. A. Torbert                   | - 1st New Jersey : Lieutenant colonel William Henry, Jr. - 2nd New Jersey : Lieutenant colonel Charles Wiebecke - 3rd New Jersey : Colonel Henry W. Brown, Lieutenant colonel Edward L. Campbell - 15th New Jersey : Colonel William H. Penrose |
| Première division Brigadier général Horatio G. Wright                        | Deuxième brigade Brigadier général Joseph J. Bartlett Colonel Emory Upton | - 5th Maine : Colonel Clark S. Edwards - 121st New York : Colonel Emory Upton - 95th Pennsylvania : Lieutenant colonel Edward Carroll - 96th Pennsylvania : Commandant William H. Lessig |
| Première division Brigadier général Horatio G. Wright                        | Troisième brigade Brigadier général David A. Russell                      | - 6th Maine : Colonel Hiram Burnham - 49th Pennsylvania (4 compagnies): Lieutenant colonel Thomas M. Hulings - 119th Pennsylvania : Colonel Peter C. Ellmaker - 5th Wisconsin : Colonel Thomas S. Allen |
| Première division Brigadier général Horatio G. Wright                        | Garde de la prévôté                                                       | - 4th New Jersey (3 compagnies): Commandant William R. Maxwell |
| Deuxième division Brigadier général Albion P. Howe                           | Deuxième brigade Colonel Lewis A. Grant                                   | - 2nd Vermont : Colonel James H. Walbridge - 3rd Vermont : Colonel Thomas O. Seaver - 4th Vermont : Colonel Charles B. Stoughton - 5th Vermont : Lieutenant colonel John R. Lewis - 6th Vermont : Colonel Elisha L. Barney |
| Deuxième division Brigadier général Albion P. Howe                           | Troisième brigade Brigadier général Thomas H. Neill                       | - 7th Maine (6 compagnies): Lieutenant colonel Seldon Connor - 33rd New York (détachement) : Commandant Henry J. Gifford - 43rd New York : Lieutenant colonel John Wilson - 49th New York : Colonel Daniel D. Bidwell - 77th New York : Lieutenant colonel Winsor B. French - 61st Pennsylvania : Lieutenant colonel George F. Smith |
| Troisième division Major général John Newton Brigadier général Frank Wheaton | Première brigade Brigadier général Alexander Shaler                       | - 65th New York : Colonel Joseph E. Hamblin - 67th New York : Colonel Nelson Cross - 122nd New York : Colonel Silas Titus - 23rd Pennsylvania : Lieutenant colonel John F. Glenn - 82nd Pennsylvania : Colonel Isaac C. Bassett |
| Troisième division Major général John Newton Brigadier général Frank Wheaton | Deuxième brigade Colonel Henry L. Eustis                                  | - 7th Massachusetts : Lieutenant colonel Franklin P. Harlow - 10th Massachusetts : Lieutenant colonel Joseph B. Parsons - 37th Massachusetts : Colonel Oliver Edwards - 2nd Rhode Island : Colonel Horatio Rogers, Jr. |
| Troisième division Major général John Newton Brigadier général Frank Wheaton | Troisième brigade Brigadier général Frank Wheaton Colonel David J. Nevin  | - 62nd New York : Colonel David J. Nevin, Lieutenant colonel Theodore B. Hamilton - 93rd Pennsylvania : Commandant John I. Nevin - 98th Pennsylvania : Commandant John B. Kohler - 139th Pennsylvania : Colonel Frederick H. Collier (b), Lieutenant colonel William H. Moody |
|                                                                              | Brigade d'artillerie Colonel Charles H. Tompkins                          | - Massachusetts Light, 1st Battery (A): Commandant William H. McCartney - New York Light, 1st Battery : Commandant Andrew Cowan - New York Light, 3rd Battery : Commandant William A. Harn - 1st Rhode Island Light, Battery C : Commandant Richard Waterman - 1st Rhode Island Light, Battery G : Commandant George W. Adams - 2nd United States, Battery D : Commandant Edward B. Williston - 2nd United States, Battery G : Commandant John H. Butler - 5th United States, Battery F: Commandant Leonard Martin |

### XIe corps
Major général Oliver O. Howard
 Major général Carl Schurz
Quartier général :
- 1er Indiana Cavalry,compagnies I et K :  Commandant Abram Sharra
- 8th New York Infantry (1 compagnie) :  Commandant Hermann Foerster

| Division | Brigade                                                                                | Régiments et autres |
| --- | -------------------------------------------------------------------------------------- | --- |
| Première division Brigadier général Francis C. Barlow (b) & (PDG) Brigadier général Adelbert Ames                 | Première brigade Colonel Leopold von Gilsa                                             | - 41st New York (9 compagnies) : Lieutenant colonel Detleo von Einsiedel - 54th New York : Commandant Stephen Kovacs (PDG), Commandant Ernst Both - 68th New York: Colonel Gotthilf Bourry - 153rd Pennsylvania : Commandant John F. Frueauff |
| Première division Brigadier général Francis C. Barlow (b) & (PDG) Brigadier général Adelbert Ames                 | Deuxième brigade Brigadier général Adelbert Ames Colonel Andrew L. Harris              | - 17th Connecticu t: Lieutenant colonel Douglas Fowler (†1er juillet), Commandant Allen G. Brady ( (b) 2 juillet) - 25th Ohio : Lieutenant colonel Jeremiah Williams (PDG), Commandant Nathaniel J. Manning (b), Commandant William Maloney (b), Commandant Israel White - 75th Ohio : Colonel Andrew L. Harris, Commandant George B. Fox - 107th Ohio : Colonel Seraphim Meyer (b), Commandant John M. Lutz                                                 |
| Deuxième division Brigadier général Adolph von Steinwehr                                                          | Première brigade Colonel Charles R. Coster                                             | - 134th New York : Lieutenant colonel Allan H. Jackson (PDG), Commandant George W. B. Seeley - 154th New York : Lieutenant colonel Daniel B. Allen, Commandant Lewis D. Warner - 27th Pennsylvania : Lieutenant colonel Lorenz Cantador - 73rd Pennsylvania : Commandant Daniel F. Kelley |
| Deuxième division Brigadier général Adolph von Steinwehr                                                          | Deuxième brigade Colonel Orland Smith                                                  | - 33rd Massachusetts : Colonel Adin B. Underwood - 136th New York : Colonel James Wood - 55th Ohio : Colonel Charles B. Gambee - 73rd Ohio : Lieutenant colonel Richard Long |
| Troisième division Major général Carl Schurz Brigadier général Alexander Schimmelfennig Major général Carl Schurz | Première brigade Brigadier général Alexander Schimmelfennig Colonel George von Amsberg | - 82nd Illinois : Lieutenant colonel Edward S. Salomon - 45th New York : Colonel George von Amsberg, Lieutenant colonel Adolphus Dobke (b) - 157th New York : Colonel Philip P. Brown, Jr. (b), Lieutenant colonel George Arrowsmith (†) - 61st Ohio : Colonel Stephen J. McGroarty, Lieutenant colonel William H. H. Brown - 74th Pennsylvania : Colonel Adolph von Hartung (b), Lieutenant colonel Alexander von Mitzel (PDG), Commandant Henry Krauseneck |
| Troisième division Major général Carl Schurz Brigadier général Alexander Schimmelfennig Major général Carl Schurz | Deuxième brigade Colonel Wladimir Krzyzanowski                                         | - 58th New York : Lieutenant colonel August Otto (b), Commandant Emil Koenig - 119th New York : Colonel John T. Lockman (b), Lieutenant colonel Edward F. Lloyd - 82nd Ohio : Colonel James S. Robinson (b), Lieutenant colonel David Thomson - 75th Pennsylvania : Colonel Francis Mahler (mb), Commandant August Ledig - 26th Wisconsin : Lieutenant colonel Hans Boebel (b), Commandant Henry Baetz (b), Commandant John W. Fuchs                         |
| | Brigade d'artillerie Commandant Thomas W. Osborn                                       | - 1st New York Light, Battery I : Commandant Michael Wiedrich - New York Light, 13th Battery : Commandant William Wheeler - 1st Ohio Light, Battery I : Commandant Hubert Dilger - 1st Ohio Light, Battery K : Commandant Lewis Heckman - 4th United States, Battery G : Commandant Bayard Wilkeson (mb), Commandant Eugene A. Bancroft |

### XIIe corps
Major général Henry W. Slocum
 Brigadier général Alpheus S. Williams
Garde de la prévôté :
- 10th Maine Battalion (3 compagnies) :  Commandant John D. Beardsley

| Division                                                                                  | Brigade                                                                         | Régiments et autres |
| ----------------------------------------------------------------------------------------- | ------------------------------------------------------------------------------- | --- |
| Première division Brigadier général Alpheus S. Williams Brigadier général Thomas H. Ruger | Première brigade Colonel Archibald L. McDougall                                 | - 5th Connecticut : Colonel Warren W. Packer - 20th Connecticut : Lieutenant colonel William B. Wooster, Commandant Philo B. Buckingham - 3rd Maryland : Colonel Joseph M. Sudsburg, Lieutenant colonel Gilbert P. Robinson - 123rd New York : Lieutenant colonel James C. Rogers, Commandant Adolphus H. Tanner - 145th New York : Colonel Edward L. Price - 46th Pennsylvania : Colonel James L. Selfridge                   |
| Première division Brigadier général Alpheus S. Williams Brigadier général Thomas H. Ruger | Troisième brigade Brigadier général Thomas H. Ruger Colonel Silas Colgrove      | - 27th Indiana : Colonel Silas Colgrove, Lieutenant colonel John R. Fesler, Commandant Theodore F. Colgrove - 2nd Massachusetts : Lieutenant colonel Charles R. Mudge (†), Commandant Charles F. Morse - 13th New Jersey : Colonel Ezra A. Carman - 107th New York : Colonel Nirom M. Crane - 3rd Wisconsin : Colonel William Hawley, Lieutenant colonel Martin Flood                                                          |
| Deuxième division Brigadier général John W. Geary                                         | Première brigade Colonel Charles Candy                                          | - 5th Ohio : Colonel John H. Patrick - 7th Ohio : Colonel William R. Creighton, Lieutenant colonel O. J. Crane - 29th Ohio : Commandant Wilbur F. Stevens (b), Commandant Edward Hayes - 66th Ohio : Lieutenant colonel Eugene Powell, Commandant Joshua G. Palmer (mb) - 28th Pennsylvania : Commandant John H. Flynn (b) - 147th Pennsylvania (8 compagnies) : Lieutenant colonel Ario Pardee, Jr., Commandant George Harney |
| Deuxième division Brigadier général John W. Geary                                         | Deuxième brigade Colonel George A. Cobham, Jr. Brigadier général Thomas L. Kane | - 29th Pennsylvania : Colonel William Rickards, Jr., Lieutenant colonel Samuel M. Zulick - 109th Pennsylvania : Commandant Frederick L. Gimber - 111th Pennsylvania : Lieutenant colonel Thomas M. Walker |
| Deuxième division Brigadier général John W. Geary                                         | Troisième brigade Brigadier général George S. Greene (b)                        | - 60th New York : Colonel Abel Godard, Lieutenant colonel John C. O. Redington - 78th New York : Lieutenant colonel Herbert von Hammerstein, Commandant William H. Randall (b) - 102nd New York : Colonel James C. Lane ( (b), 2 juillet), Commandant Lewis R. Stegman - 137th New York : Colonel David Ireland, Lieutenant colonel Koert S. Van Voorhees (b) - 149th New York : Lieutenant colonel Charles B. Randall (b)     |
| Rapportant directement                                                                    | Lockwood's Brigade Brigadier général Henry H. Lockwood                          | - 1st Maryland, Potomac Home Brigade : Colonel William P. Maulsby - 1st Maryland, Eastern Shore : Colonel James Wallace - 150th New York : Colonel John H. Ketcham, Lieutenant colonel Charles G. Bartlett, Commandant Alfred B. Smith |
|                                                                                           | Brigade d'artillerie Commandant Edward D. Muhlenberg                            | - 1st New York Light, Battery M : Commandant Charles E. Winegar - Pennsylvania Light, Battery E : Commandant Charles A. Atwell - 4th United States, Battery F: Commandant Sylvanus T. Rugg - 5th United States, Battery K : Commandant David H. Kinzie |

### Corps de cavalerie
Major général Alfred Pleasonton
Garde du quartier général :
- 1st Ohio, compagnie A :  Commandant Noah Jones (deuxième Division)
- 1st Ohio, compagnie C :  Commandant Samuel N. Stanford (troisième Division)

| Division                                                  | Brigade                                                                                 | Régiments et autres |
| --------------------------------------------------------- | --------------------------------------------------------------------------------------- | --- |
| Première division Brigadier général John Buford           | première brigade Colonel William Gamble                                                 | - 8th Illinois : Commandant John L. Beveridge - 12th Illinois (4 compagnies) et 3rd Indiana (6 compagnies) : Colonel George H. Chapman, Commandant Charles Lemmon (mb) - 8th New York : Lieutenant colonel William L. Markell |
| Première division Brigadier général John Buford           | Deuxième brigade Colonel Thomas Devin                                                   | - 6th New York (6 compagnies) : Commandant William E. Beardsley - 9th New York : Colonel William Sackett - 17th Pennsylvania : Colonel Josiah H. Kellogg - 3rd West Virginia, compagnies A et C : Commandant Seymour B. Conger |
| Première division Brigadier général John Buford           | Brigade de réserve Brigadier général Wesley Merritt                                     | - 6th Pennsylvania : Commandant James H. Haseltine - 1st United States : Commandant Richard S. C. Lord - 2nd United States : Commandant Theophilus F. Rodenbough - 5th United States : Commandant Julius W. Mason - 6th United States : Commandant Samuel H. Starr (b), Commandant Louis H. Carpenter, Commandant Nicholas M. Nolan, Commandant Ira W. Claflin (b)                                                                          |
| Deuxième division Brigadier général David McMurtrie Gregg | Première brigade Colonel John B. McIntosh                                               | - 1st Maryland (11 compagnies) : Lieutenant colonel James M. Deems - Purnell (Maryland) Legion, compagnie A : Commandant Robert E. Duvall - 1st Massachusetts : Lieutenant colonel Greely S. Curtis - 1st New Jersey : Commandant Myron H. Beaumont - 1st Pennsylvania : Colonel John P. Taylor - 3rd Pennsylvania : Lieutenant colonel Edward S. Jones - 3rd Pennsylvania Heavy Artillery, Section, Battery H : Commandant William D. Rank |
| Deuxième division Brigadier général David McMurtrie Gregg | Troisième brigade Colonel John Irvin Gregg                                              | - 1st Maine (10 compagnies) : Lieutenant colonel Charles H. Smith - 10th New York : Commandant Mathew Henry Avery - 4th Pennsylvania : Lieutenant colonel William E. Doster - 16th Pennsylvania : Lieutenant colonel John K. Robison |
| Troisième division Brigadier général Judson Kilpatrick    | Première brigade Brigadier général Elon J. Farnsworth (†) Colonel Nathaniel P. Richmond | - 5th New York : Commandant John Hammond - 18th Pennsylvania : Lieutenant colonel William P. Brinton - 1st Vermont : Colonel Addison W. Preston - 1st West Virginia (10 compagnies) : Colonel Nathaniel P. Richmond, Commandant Charles E. Capehart |
| Troisième division Brigadier général Judson Kilpatrick    | Deuxième Brigade Brigadier général George A. Custer                                     | - 1st Michigan : Colonel Charles H. Town, Lieutenant colonel Peter Stagg (b) - 5th Michigan : Colonel Russell A. Alger, Lieutenant colonel Ebenezer Gould (b), Commandant Noah H. Ferry (†) - 6th Michigan : Colonel George Gray - 7th Michigan : (10 compagnies) : Colonel William D. Mann |
| Artillerie montée                                         | Première brigade Commandant James M. Robertson                                          | - 9th Michigan Battery : Commandant Jabez J. Daniels - 6th New York Battery : Commandant Joseph W. Martin - 2nd United States, Batteries B and L: Commandant Edward Heaton - 2nd United States, Battery M : Commandant Alexander C. M. Pennington, Jr. - 4th United States, Battery E : Commandant Samuel S. Elder |
| Artillerie montée                                         | Deuxième brigade Commandant John C. Tidball                                             | - 1st United States, Batteries E and G : Commandant Alanson M. Randol - 1st United States, Battery K : Commandant William M. Graham, Jr. - 2nd United States, Battery A : Commandant John H. Calef |

### Artillerie de réserve
Brigadier général Robert O. Tyler
 Commandant James M. Robertson
Garde du quartier général :
- 32nd Massachusetts Infantry, compagnie C :  Commandant Josias C. Fuller

| Brigade                                                          | Batteries |
| ---------------------------------------------------------------- | --- |
| Première brigade régulière Commandant Dunbar R. Ransom (b)       | - 1st United States, Battery H : Commandant Chandler P. Eakin (b), Commandant Philip D. Mason - 3rd United States, Batteries F and K : Commandant John G. Turnbull - 4th United States, Battery C : Commandant Evan Thomas - 5th United States, Battery C : Commandant Gulian V. Weir (b)                                                     |
| Première brigade volontaire Lieutenant colonel Freeman McGilvery | - Massachusetts Light, 5th Battery (E) : Commandant Charles A. Phillips - Massachusetts Light, 9th Battery : Commandant John Bigelow (b), Commandant Richard S. Milton - New York Light, 15th Battery : Commandant Patrick Hart (b), Commandant Andrew R. McMahon - Pennsylvania Light, Battery C & Battery F : Commandant James Thompson (b) |
| Deuxième brigade volontaire Commandant Elijah D. Taft            | - 1st Connecticut Heavy, Battery B : Commandant Albert F. Brooker - 1st Connecticut Heavy, Battery M : Commandant Franklin A. Pratt - Connecticut Light, 2nd Battery : Commandant John W. Sterling - New York Light, 5th Battery : Commandant Elijah D. Taft                                                                                  |
| Troisième brigade volontaire Commandant James F. Huntington      | - New Hampshire Light, 1st Battery : Commandant Frederick M. Edgell - 1st Ohio Light, Battery H : Commandant George W. Norton - 1st Pennsylvania Light, Batteries F and G : Commandant R. Bruce Ricketts - West Virginia Light, Battery C : Commandant Wallace Hill                                                                           |
| Quatrième brigade volontaire Commandant Robert H. Fitzhugh       | - Maine Light, 6th Battery (F) : Commandant Edwin B. Dow - Maryland Light, Battery A : Commandant James H. Rigby - New Jersey Light, 1st Battery : Commandant Augustine N. Parsons - 1st New York Light, Battery G : Commandant Nelson Ames - 1st New York Light, Battery K : Commandant Robert H. Fitzhugh                                   |
| Garde des trains                                                 | - 4th New Jersey Infantry (7 compagnies): Commandant Charles Ewing |